# Clownismus

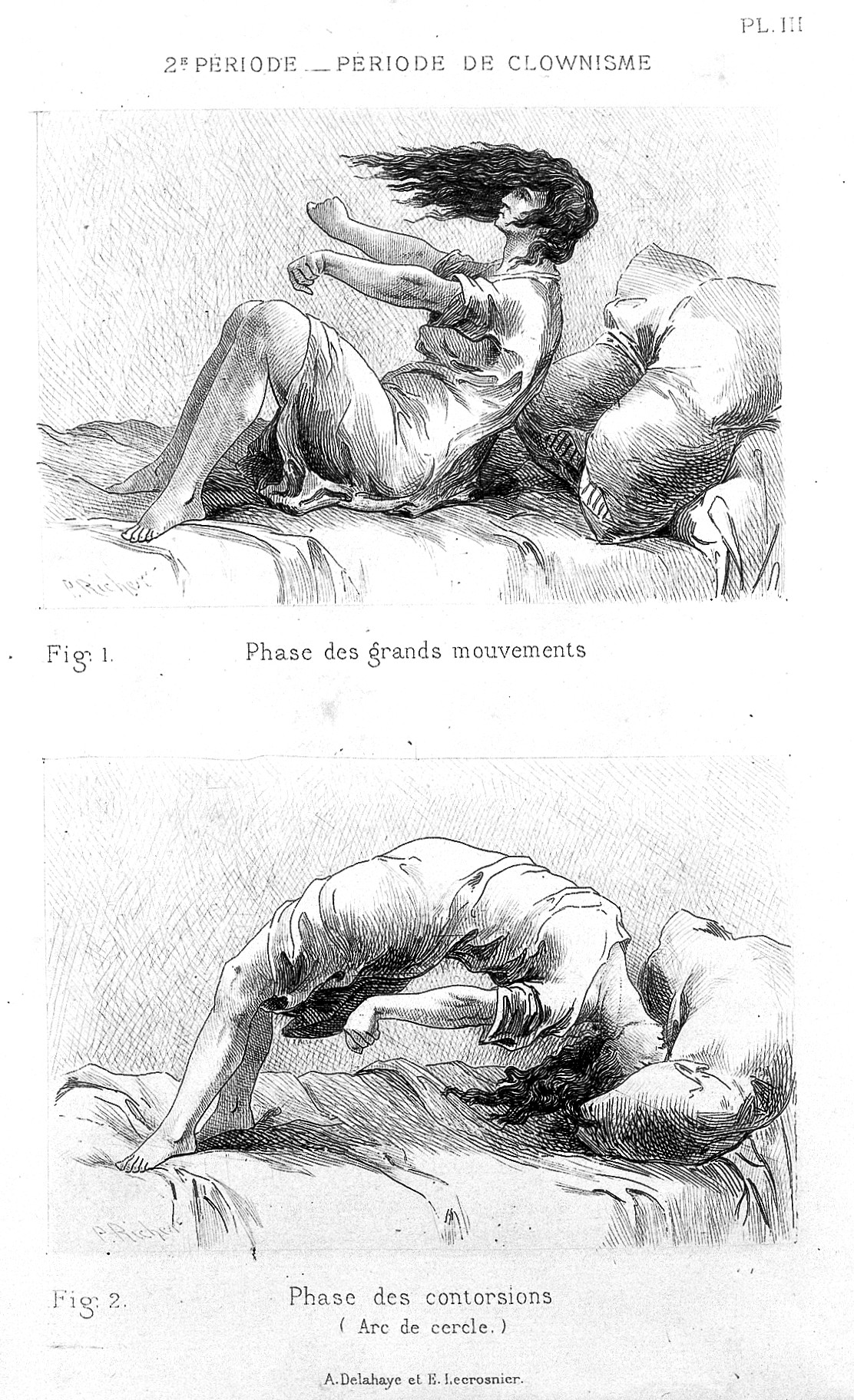
Historische Darstellung des Clownismus (aus: Paul Richer, Études cliniques sur l'hystéro-épilepsie ou grande hystérie, Paris 1881)

Der Begriff Clownismus entstammt der frühen Beschreibung hysterischer Zustände durch Jean-Martin Charcot um die Mitte des 19. Jahrhunderts. Er charakterisierte damit eine nach seiner Auffassung zweite Phase eines hysterischen Anfalls nach einer „epileptoiden“ Phase, gefolgt von einer „pathetischen“ und „deliranten“ Phase. Charcot löste hysterische Anfälle bei seinen Patienten häufig vor Publikum aus, so dass einige Patienten zuvor gesehenes (auch den Clownerismus) nachzuahmen oder zu übertreiben oder übertreffen versuchten.
Der Clownerismus erscheint als euphorische Stimmung verbunden mit Grimassieren, grotesken Körperhaltungen, häufig Nachahmung anderer und eine erhöhte Ablenkbarkeit. Außerhalb der Hysterie-Theorie Charcots finden sich clownistische Zustände bei verschiedenen anderen psychopathischen Zuständen, der Schizophrenie oder schwerer Intelligenzminderung. Der Begriff gilt in der modernen Psychiatrie als überholt und wird nicht mehr verwendet. Die Symptome werden heute den dissoziativen Anfällen zugeordnet.